# 中西一清スタミナラジオ
中西一清スタミナラジオ（なかにしいっせいのスタミナラジオ）は、RKBラジオで1996年10月から2014年3月28日まで放送されていた、朝の情報番組である。

## 概要
1996年10月、『坂口卓司 朝イチ!タックル』に代わる、RKBラジオの朝のワイド番組として放送を開始。放送領域は県内外に広く、リスナーは福岡隣県はもちろん山口県や愛媛県にも広がる。
2013年4月からは、金曜の担当に櫻井が加わる。この番組の一部のコーナーはポッドキャスト配信を実施。
2014年3月28日、番組の顔として努めて来た中西が、朝のワイド番組勇退に伴い番組が終了。放送回数として4389回を数え、18年間の放送に幕を降ろした。後番組として、金曜の櫻井がメインパーソナリティとして、『ニュース新発見 インサイト』が開始された。

## 放送時間
- 平日：7:00 - 9:00（JST。6:30スタートの時期があった）

※祝日は「RKBラジオ ホリデースペシャル」に差し替えとなり当番組は休止される。

## パーソナリティ
放送終了時点
- 中西一清（ラジオパーソナリティ、元RKBアナウンサー[4]）※月 - 木曜 - 1996年10月 - 2014年3月27日
- 櫻井浩二（RKBアナウンサー）※金曜 - 2013年4月 - 2014年3月28日
- 本庄麻里子（RKBアナウンサー）※全日 - 2008年9月29日 - 2011年5月27日[5]、2012年4月2日 - 2014年3月28日

### 過去
| 期間      | 期間      | 男性      | 男性     | 女性       | 女性       | 女性       |
| 期間      | 期間      | 月 - 木曜 | 金曜     | 月・火曜   | 水曜       | 木・金曜   |
| --------- | --------- | --------- | -------- | ---------- | ---------- | ---------- |
| 1996.10.1 | 2008.9.26 | 中西一清  | 中西一清 | 安田瑞代   | 安田瑞代   | 安田瑞代   |
| 2008.9.29 | 2009.4.3  | 中西一清  | 中西一清 | 本庄麻里子 | 本庄麻里子 | 山口はるみ |
| 2009.4.6  | 2009.7.17 | 中西一清  | 中西一清 | 池尻和佳子 | 本庄麻里子 | 本庄麻里子 |
| 2009.7.20 | 2011.5.27 | 中西一清  | 中西一清 | 本庄麻里子 | 本庄麻里子 | 本庄麻里子 |
| 2011.5.30 | 2012.3.30 | 中西一清  | 中西一清 | 葉山さつき | 葉山さつき | 川添麻美   |
| 2012.4.2  | 2013.3.29 | 中西一清  | 中西一清 | 本庄麻里子 | 本庄麻里子 | 本庄麻里子 |
| 2013.4.1  | 2014.3.28 | 中西一清  | 櫻井浩二 | 本庄麻里子 | 本庄麻里子 | 本庄麻里子 |

- 茅野正昌（金曜）（RKBアナウンサー）-  - 2013年3月22日

## コメンテーター

### ニュースの見方
- 月曜：鈴木哲夫（政治ジャーナリスト、元BS11報道局長） - 2013年6月 -
- 火曜：飯田泰之（明治大学政治経済学部准教授）
- 水曜：大谷昭宏（ジャーナリスト）
- 木曜：鳥丸聡（エコノミスト）／亀井肇（新語アナリスト,第一木曜）
- 金曜：小西克哉（国際教養大学客員教授、国際ジャーナリスト）

### スポーツエンタテイメント
- 月曜：森淳（西日本スポーツ、1・3週）、島田誠[7]（RKB野球解説者、2・4週）
- 火曜：長田渚左（スポーツキャスター）
- 水曜：玉木正之（スポーツライター）
- 木曜：船原勝英（共同通信）
- 金曜：RKBスポーツアナウンサー（週代わり）／生島淳（スポーツジャーナリスト）

### 大人のスタミナ講座
- 月曜：情報最前線※週替わりでゲストが出演
- 火曜：勝谷誠彦（コラムニスト）
- 水曜：青山繁晴（独立総合研究所 代表取締役社長）[8]
- 木曜：中島理恵（1・3・5週）／アジア街角レポート（2・4週）
- 金曜：森永卓郎（獨協大学経済学部教授）/古山和子（シネマコーディネーター、元RKBアナウンサー）/加来耕三（歴史研究家）/茅真優子（TSUTAYA）/

### 過去のコメンテーター
- 岩見隆夫（政治ジャーナリスト）※ニュースの見方（月曜日）- 不明 - 2013年5月28日[9]

## コーナー
- 生島ヒロシのおはよう一直線の6:25分ごろにこの番組の番宣をしている。
- 番組のエンディング近くに次番組「開店! ウメ子食堂」のパーソナリティ(門馬良または富永倫子)も出演し、今日の番組内でのお便りのテーマを発表する。

### コーナー
放送終了時点
- 一清のニュースピックアップ（ジョージア 提供） - メインパーソナリティーの中西一清アナが最近のニュースを取り上げてトークをする時事コーナー。
- ニュースの見方 - 先述のコメンテーターが日替わりで政治・経済等の時事問題やスポーツなど、様々な分野のニュースを取り上げてトークをするコーナー。
- スポーツ新聞今朝の見どころ - 各スポーツ紙の注目記事を取り上げるコーナー。福岡ソフトバンクホークスが勝利した日の翌日は、必ずと言っていいほど中継音源が使用される。
- 今朝の数字 - 中西が様々な数字にまつわるニュースを取り上げるコーナー。
- 今週のメインテーマ（RKBハウジングパーク小倉 提供） - 毎週テーマを決め、それに関する話題を専門家とトークをするコーナー。
- 話題のアンテナ 日本全国8時です（TBSラジオ 制作[10]）
- スポーツエンタテイメント - 先述のコメンテーターが日替わりでスポーツに関する話題を紹介するコーナー。
- 大人のスタミナ講座 - 先述のコメンテーターが日替わりで様々なジャンルの情報を紹介するコーナー。月曜日は中西アナによる「情報最前線」のコーナー。
- スタミナアプリ(やずや 提供) - 月曜はリポーター茅原あいりが福岡市内のとある所で行った健康に街頭アンケートの結果を発表するコーナー。火曜日はリスナーからの「心のお便り」を紹介、それ以外の曜日は、リポーターによる中継インタビューを行なう。
- RKBヘッドライン・ニュース（7:02頃・7:55頃・8:14頃）
- RKB天気予報（7:08頃・7:33頃・7:53頃・8:37頃）
- RKB交通情報（7:25頃・7:50頃・8:25頃・8:50頃）

### 過去に放送したコーナー
- 中西BOSSの元気一喝